# Хоменко Василь Йосипович
Хоме́нко Васи́ль Йо́сипович (* 1 січня 1912, Тбілісі — † 2 жовтня 1984, Київ) — український графік, автор першого українського складального шрифту, член Спілки художників СРСР. Нагороджений орденом Трудового червоного прапора, медалями, Грамотою президії Верховної ради УРСР.

## Біографія
1937 року закінчив Український поліграфічний інститут у Харкові (викладачі з фаху — В. Касіян, М. Дерегус, С. Єржиковський, Г. Беркович).
Учасник Другої світової війни. Працював у галузі книжкової графіки. Оформлював наступні книги:
- тритомник творів Тараса Шевченка (1949),
- Оправа клавіру М. Лисенка «Наталка Полтавка» (1955),
- «Козацькому роду нема переводу» Олександра Ільченка (1958),
- Тарас Шевченко. Художня спадщина у 4 томах. (1961—1964),
- Леся Українка. Зібрання творів у 10 томах. (1964),
- Історія українського мистецтва у 6 томах (7 книгах) (1966—1970)

У 1964—1967 рр. Василь Хоменко працював над новим складальним шрифтом з українським забарвленням. Протягом цих років було виконано чотири проміжних варіанти, а фінальна робота налічувала 6 накреслень: пряме, напівжирне, похиле та похиле-напівжирне серифові, а також пряме й напівжирне безсерифові. Були спроектовані знаки української, російської, сербської, англійської та німецької абеток, а також лігатурні знаки та спеціальні символи. Але в металі у 1968 році були виготовлені тільки пряме та похиле серифові накреслення у кеглях 8, 10 і 12 пунктів. Того ж року, новою гарнітурою були набрані наступні книги: «Степ» Тереня Масенка («Радянський письменник», 1968), «Багрецева земля» Михайла Ігнатенка («Радянський письменник», 1968), «Поезія 1968» («Радянський письменник», 1968), «Жбан вина» Романа Федорова (в-во «Карпати», 1968), хоча у подарунковому виданні «Енеїди» І. Котляревського з чудовими ілюстраціями Анатолія Базилевича і вказано що шрифт був спроектований спеціально для цього видання. Протягом 1970-80 рр. шрифт Хоменка мав величезну популярність. У 2000-х рр. українським дизайнером Генадієм Заречнюком була створена цифрова версія Хоменківської гарнітури.

## Вшанування пам'яті
У Каховці існує вулиця Василя Хоменка.